# 枕外侧沟
枕外侧沟（英文：Lateral occipital sulcus）是位于大脑枕叶的一条脑沟，将枕回分隔为上部和下部，二者分别延伸至顶叶和颞叶。枕外侧沟的前端常不完整，但在某些人的大脑中可与颞上沟或枕横沟相交，而枕外侧沟的后端发源自月状沟中部。
枕外侧沟与脑部的物体识别功能相关。